# Vix (serviço de streaming)
ViX é um serviço de streaming OTT  pertencente e operado pela TelevisaUnivision. O serviço mostra principalmente conteúdo da Televisa e outros provedores de conteúdo de terceiros, incluindo séries de televisão, filmes e programação esportiva. 
Originalmente lançado como PrendeTV em 30 de março de 2021, o serviço foi expandido e renomeado como ViX em 31 de março de 2022 

## História
Em 13 de janeiro de 2021, a Univision informou que a Prende TV seria lançada no primeiro trimestre de 2021. Em 30 de março de 2021, a Univision lançou seu serviço de streaming premium sem anúncios. Em 3 de maio de 2021, a Univision anunciou que adquiriu os direitos televisivos da Eurocopa 2020 para a Prende TV e a TUDN e Univision também adquiriram direitos para ligas brasileiras e argentinas. A TelevisaUnivision lançou um novo serviço de streaming reunindo Prende TV, ViX, Univision Now e Blim sob um mesmo nome em 2022.
Em 25 de julho de 2022, o serviço chegou ao Brasil, anunciando as primeiras telenovelas mexicanas já exibidas pelo SBT como Teresa, Coração Indomável e Rebelde, com 26 capítulos lançados semanalmente. Além disso, também disponibilizava a novela Acorrentada, exibida pela CNT em 2010. O serviço foi encerrado no país em 2024 sem aviso prévio. Suspeita-se que, com a aquisição dos títulos mexicanos pelo Globoplay, Mercado Livre (através do streaming Mercado Play), e o SBT (através do SBT Vídeos/+SBT), fez com que o Vix perdesse utilidade.

## Programação
A programação do ViX inclui clássicos da TV, documentários, séries de televisão, filmes, programação esportiva e novelas da biblioteca de novelas da Televisa.

### Programação Esportiva
O Vix também traz programação esportiva, em conjunto com a TUDN.
O serviço também transmite outros eventos nacionais de futebol, incluindo o Campeonato Argentino de Futebol, Brasileirão, Campeonato Peruano de Futebol e Campeonato Colombiano de Futebol.

#### Atuais Direitos de transmissão
| Evento                           | Parceiro(s) de transmissão | Datas   | Notas                                                           |         |
| Futebol                          | Futebol                    | Futebol | Futebol                                                         | Futebol |
| -------------------------------- | -------------------------- | ------- | --------------------------------------------------------------- | ------- |
| Liga MX                          | Univision, UniMás, TUDN    | 2022–;  | Casa de quatro equipes da Liga MX, partidas exclusivas do ViX+. |         |
| Liga dos Campeões da UEFA        | Univision, UniMás, TUDN    | 2022–;  |                                                                 |         |
| Campeonato Argentino de Futebol  |                            | 2022–;  | Selecionar confrontos                                           |         |
| Brasileirão                      |                            | 2022–;  | Selecionar confrontos                                           |         |
| Campeonato Peruano de Futebol    |                            | 2022–;  | Selecionar confrontos                                           |         |
| Campeonato Colombiano de Futebol |                            | 2022–;  | Selecionar confrontos                                           |         |